# Prudencio Arnold
José Prudencio Arnold (Ranchos, 28 de abril de 1809 - Rosario, 31 de marzo de 1896) fue un militar argentino, de destacada participación en las guerras civiles y contra los indígenas de su país.

## Biografía
Hijo de George Brown Arnold, un inmigrante estadounidense, y de la porteña Magdalena Diana, en enero de 1825 se incorporó como oficial al regimiento N.º 3 de milicias de caballería, estableciendo su hogar en San Miguel del Monte. Posteriormente pasó al Regimiento de Colorados del Monte, fundado y comandado por Juan Manuel de Rosas.
En 1828, al estallar la revolución de Juan Lavalle contra el gobernador Manuel Dorrego, se puso a órdenes de este y luchó del lado de los federales en la batalla de Navarro. Tras la ejecución de Dorrego, participó en las campañas de los caudillos menores del interior bonaerense, combatiendo en Las Palmitas y Vizcacheras. La cabeza del jefe militar vencido en esta batalla, Federico Rauch, fue arrojada por una partida de gauchos en la puerta de la casa de Arnold, a los pies de su madre. A órdenes de Rosas participó en la batalla de Puente de Márquez, siendo ascendido al grado de capitán.
Participó en la campaña de 1831 contra los unitarios de José María Paz a órdenes de Ángel Pacheco, combatiendo en la batalla de Fraile Muerto. También participó en la Campaña de Rosas al Desierto en 1833.
En 1839 luchó en la batalla de Chascomús contra los Libres del Sur y quedó como oficial de la guarnición de Dolores. Nuevamente a órdenes del general Pacheco, participó en la campaña contra la Coalición del Norte, combatiendo en las batallas de Quebracho Herrado, Sancala y Rodeo del Medio.
En diciembre de 1842 pasó a la frontera sur de la provincia de Santa Fe, con cabecera en el fuerte de Melincué, dependiente del coronel Vicente González. Poco más tarde fue nombrado comandante del fuerte del "Boquerón", no muy lejos de Rosario, y luego al fuerte del arroyo Pavón, comandancia que ocupó durante todo el gobierno santafesino de Pascual Echagüe, con el grado de teniente coronel.
Adquirió dos estancias, una en Pergamino y otra en Ramallo. La paz de que gozaba esa frontera, aunque alterada de vez en cuando por los ranqueles, le permitió especializarse en la lucha de fronteras y entrenar a los baqueanos necesarios. Tuvo una destacada actuación derrotando un gran malón en octubre de 1843.
En 1845 salió en defensa del gobernador Echagüe, contra el exgobernador Juan Pablo López, que logró apoderarse por un tiempo de la capital provincial con el apoyo del general Paz, desde Corrientes. Acompañó primeramente a Echagüe a Entre Ríos, cruzando el río Paraná a nado, y luego se unió a las fuerzas del coronel Martín Santa Coloma, y como segundo jefe de este, persiguieron a López hasta derrotarlo en la batalla de Malabrigo y obligarlo a huir de la provincia.
Debió regresar apresuradamente a la frontera, porque el cacique Manuel Baigorria – un mestizo puntano, antiguo oficial unitario y futuro coronel de frontera – lanzó un malón desde "tierra adentro" con la intención de apoyar a López. Pero Arnold llegó a tiempo y lo sorprendió, dispersando sus fuerzas y recuperando 25.000 cabezas de ganado vacuno.
Cuando el Ejército Grande de Justo José de Urquiza invadió la provincia de Santa Fe, camino a enfrentarse con Rosas, Arnold intentó detener sus avanzadas, pero sus soldados huyeron. Retrocedió sobre Buenos Aires, combatiendo en su camino las fracciones sueltas del Ejército Grande, y una maniobra de las tropas de Justo José de Urquiza le impidió unirse al ejército de Rosas en la batalla de Caseros. Se retiró hacia San Miguel del Monte, desde donde fue mandado llamar por el general Pacheco para que se pusiese a órdenes de Urquiza. A su pedido, este le concedió una licencia de varios meses.
Volvió a la actividad poco después, nombrado por Urquiza jefe de la frontera norte de la provincia, al mando de las milicias de Pergamino, Rojas y Salto. Se unió a la revolución de Hilario Lagos y participó en el sitio de Buenos Aires contra el gobierno surgido de la revolución del 11 de septiembre de 1852, y tras la derrota pidió y obtuvo la baja.
Permaneció retirado en su campo de Pergamino durante el resto de la década, y ni siquiera fue llamado a las armas para la Batalla de Cepeda, que se combatió cerca de su hogar.
También participó en la batalla de Pavón como ayudante del general Urquiza y formó parte de la avanzada del general Ricardo López Jordán que ocupó Pergamino. Pero, al saberse la retirada de Urquiza y el inminente arribo de los ranqueles de Manuel Baigorria, debió abandonar ese puesto, retirándose a Rosario. Fue invitado a incorporarse al ejército de Bartolomé Mitre, pero se negó rotundamente a ello, según la carta que le envió, 

"ahumado por la pestilente pólvora de Pavón."

Se retiró a sus estancias, de las que casi no volvió a salir. En su retiro escribió sus memorias, editadas en 1893 como "Un soldado argentino". También editó algunos artículos largos en la prensa, como "Rectificaciones históricas al folletín del doctor Estanislao Zeballos titulado “Dinastía de los Piedra”", "Colección de artículos y refutaciones históricas sobre los acontecimientos del Rosario el 25 de diciembre de 1851" y "Refutación histórica sobre la batalla de Malabrigo", todas ellas publicadas en un periódico de San Nicolás de los Arroyos.
En sus últimos años participó en política, en apoyo de Bernardo de Irigoyen y la Unión Cívica.
Falleció en Rosario el 31 de marzo de 1896. Estaba casado con Mercedes Rodríguez y tuvo cinco hijos, entre ellos Jorge Brown Arnold, secretario del doctor Irigoyen y autor de La muerte de la República.